# Charles Wheatstone

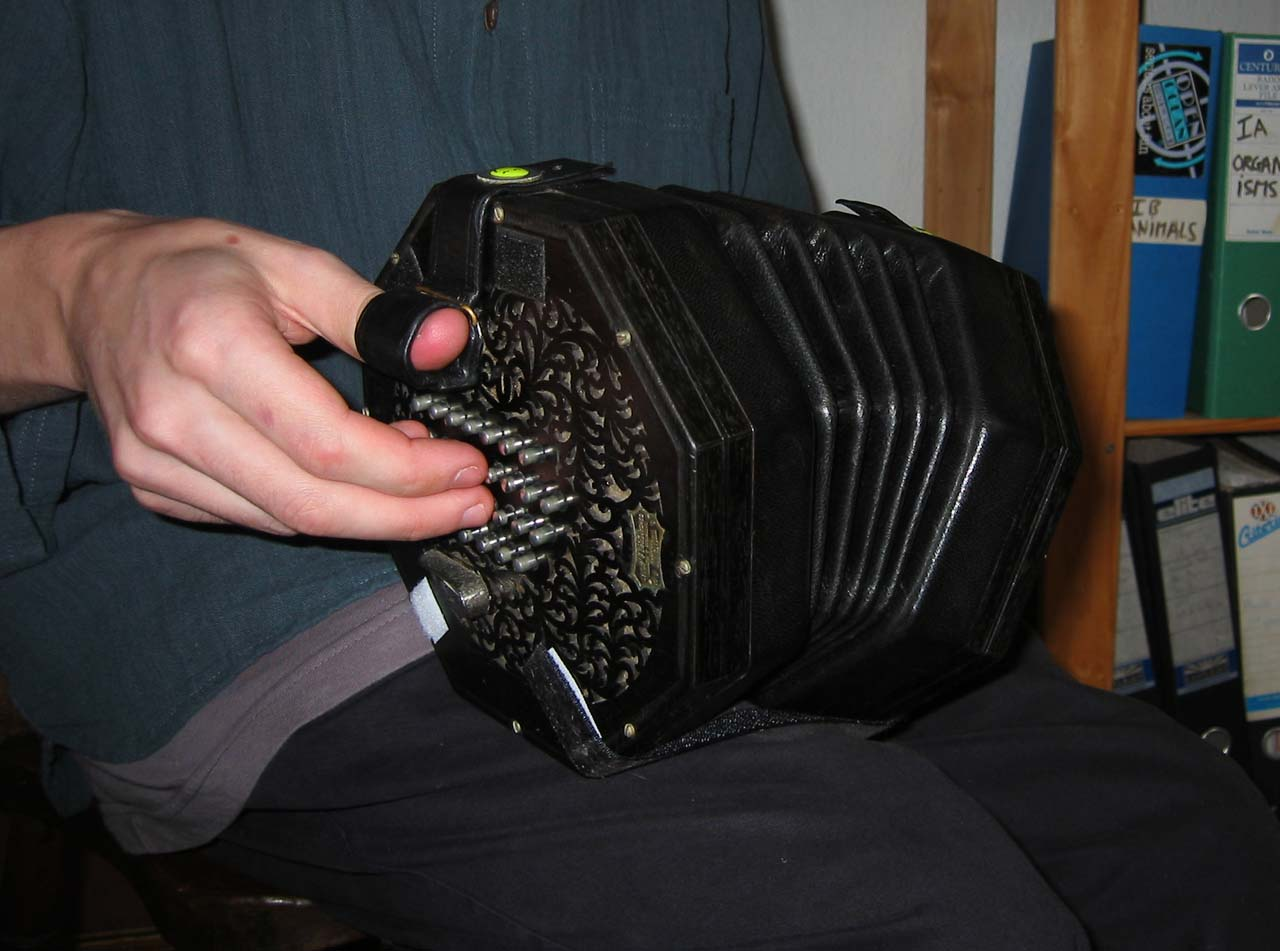
Concertina anglais de Wheatstone, vers 1920

Charles Wheatstone est un physicien et inventeur anglais, né le 6 février 1802 à Barnwood près de Gloucester et mort à Paris le 19 octobre 1875.
On lui doit notamment :
- le concertina anglais ;
- un des premiers microphones ;
- le pont de Wheatstone ;
- le stéréoscope à miroirs et le principe même de la stéréoscopie (1838) ;
- le premier télégraphe électrique — le télégraphe de Cooke et Wheatstone —, de Londres à Birmingham (1838) ;
- le chiffre de Playfair, une méthode de chiffrement symétrique.

Il est lauréat de la Royal Medal en 1840 et 1843, et de la Médaille Copley en 1868.

## Travaux

### Le premier télégraphe électrique
Wheatstone mit en place en juillet 1837, au nord de Londres, la première liaison télégraphique filaire (2 km). Ce télégraphe filaire utilisait un système d'aiguilles aimantées s'orientant vers des lettres via un courant électrique. Il découlait directement des travaux d'André-Marie Ampère sur l'électroaimant.

### La stéréoscopie et les premières images en relief
Il décrivit pour la première fois, en 1838, le principe de la perception du relief grâce à la vision binoculaire (également stéréoscopie ou stereopsis). Il conçut aussitôt des couples stéréoscopiques de dessins, puis de photographies stéréoscopiques et inventa l'appareil permettant de les observer en relief : le stéréoscope. Ce premier modèle comportait deux miroirs à angle droit, bientôt suivi d'un modèle plus agréable à deux oculaires, en collaboration avec David Brewster qui le diffusa largement.
Il a également introduit le pseudoscope (dont il a tiré le nom du grec ψευδίς σκοπειν) en 1852

### Autres expériences
Il a tenté, sans réel succès, de mesurer la vitesse du courant dans un circuit électrique. Son dispositif, faisant appel à des miroirs tournants, fut par la suite réutilisé par Foucault et Fizeau dans des expériences de mesure de la vitesse de la lumière.

### Publications
- Physiologie de la vision (1852)
- Le Microscope binoculaire (1853)
- La Progression arithmétique (1855)